# 维也纳模都尔大学

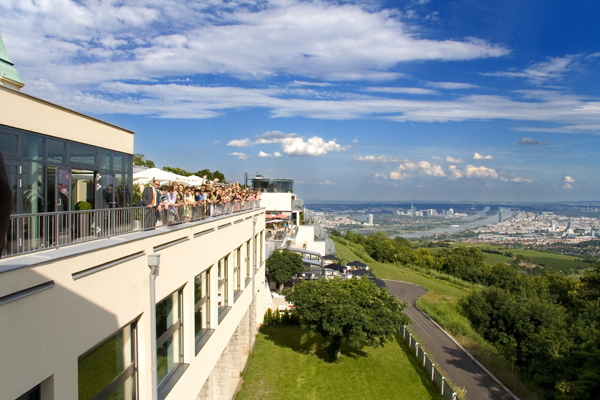
维也纳MODUL大学校園風景

维也纳模都尔大学（英語：Modul University Vienna，缩写：MU Vienna），又译維也納莫都大學，是奥地利的一所私立大学，共有学生4217人，其中来自中国学生127人，1908年成立于维也纳。該校的友校模都尔学院成立於1908年，是全球旅遊和酒店管理學最悠久的職業培訓學校。自2007年以來，維也納模都尔大學一直在國際管理、新媒體技術、公共治理、可持續發展以及旅遊和酒店管理等領域提供前沿教育（BBA、BSc、MSc、MBA和PhD專業）。 
在2018年6月，維也納模都尔大學在“最常被引用的研究結果”類別中名列全球前1000名大學之列。這項排名依據的國際比較是由歐盟委員會於2014年發起的；如今，該排名對95個國家/地區的1600多家機構和5000多個學系進行了排名。 
維也納模都尔大學所有校區的所有學習計劃均符合奧地利質量保證和認證局（原奧地利認證委員會）規定的認證要求。  由于大学的国际化定位，所有学习计划均完全使用英语进行。大学校园位于维也纳的卡伦山山顶，俯瞰着维也纳市。大约60％的学生是非奥地利公民，硕士学程的国际学生比例更高。 
自2012年以来，旅游业和酒店管理学士学位、国际旅游管理理学硕士和旅游管理专业工商管理硕士都有举行联合国世界旅游组织的TEDQual认证。自2013年1月以来，模都尔大学一直是欧洲大学联盟（EUC）的成员，该联盟是一组高等教育机构，致力于在欧洲推广英语授课的学士学位课程。

## 历史
維也納模都尔大學由維也納工商會和沙特阿拉伯裔奧地利商人穆罕默德·本·伊薩·賈伯的基金會創立，並在維也納市和維也納旅遊局的支持下建成。創始人的目的是利用維也納在歐洲城市旅遊中的積極作用，為學生提供旅遊研究、信息技術和公共管理領域的國際化實踐研究。曾在維也納經濟大學旅遊領域任教的卡爾·沃伯（Karl Wöber）被任命為創始會長。 
1908年，在维也纳市中心的Kurrentgasse开设餐厅、酒店和咖啡馆研究学院。1946年至1951年，搬到Jauresgasse的Landstrasse，制定并启动了第一个文凭课程，随后又开设了旅游文凭课程。 
1975年，转到德布靈的彼得·乔丹街（Peter-Jordan-Strasse）。此時為中等旅游职业学校。 
1990年，开发并启动了第一届酒店管理国际课程（ICHM）。1994年，在奥地利旅游管理应用科学大学开发并启动了第一个学习计划。2006年，与中国北京商学院合作开发并启动MODUL合作。
2007年，维也纳商会成立维也纳MODUL大学，作为其商會所擁有的私立大学开发和發展。
2016年，维也纳MODUL大学与南京工业大学浦江学院合作，共同提供酒店和旅游管理课程，以英语為教學語言。 

## 名称由來
Modul的名称来自模都尔旅游学院的蜂窝状建築结构，那里的学校和同名酒店都以八角形相连的“模块”建造。学校和酒店也位于维也纳的第19区，设计和建造于1973至1975年。该大学由模都尔旅游学院的领导者概念化，并命名为模都尔大学。两家机构经常合作，但是参加模都尔旅游学院并不是进入该大学的前提条件。

## 學術研究
维也纳模都尔大学提供被认为是经济和社会科学核心挑战领域的基础研究和应用研究。它遵循以研究为导向的教学方法，其教师从事当代以及面向未来的基础和应用研究。此外，在2012年，维也纳模都尔大学特別为年轻研究人员提供商业与社会经济科学博士学位课程。 2017年10月创建了一份研究报告 （页面存档备份，存于） ，详细介绍了维也纳模都尔大学的第一个十年研究。

## 学术课程
维也纳模都尔提供国际管理、新媒体技术、公共治理、可持续发展以及旅游和酒店管理领域的BBA，BSc，MSc，MBA和PhD学习计划。许多课程都有可选的专业，学生可以在其中学习特定领域的知识。 

### 学士课程
- 旅游和酒店管理学士学位（可选专业） 
  - 活动管理专业
  - 酒店管理专业
  - 旅游管理专业

- 国际管理理学士学位（可选专业） 
  - 创业与治理专业
  - 互动营销专业

- 旅游，酒店管理和运营工商管理学士学位

### 硕士课程
- 管理科学硕士
- 可持续发展、管理和政策科学硕士
- 国际旅游管理科学硕士

科学硕士课程具有额外的证书，学生可以在这些课程中集中学习以下领域之一的丰富课程：高级管理、数字营销和社交媒体、旅游业的创新和设计、房地产管理和酒店开发、旅游业和服务管理、可持续发展管理和治理、业务发展。 

### 工商管理硕士
- 数字营销专业
- 创业，创新与领导专业
- 旅游创新与体验设计专业
- 房地产管理专业
- 可持续管理与治理专业

### 博士学位课程
- 商业和社会经济科学博士学位

## 國際伙伴
维也纳MU与学术和行业合作伙伴以及世界各地的组织保持着许多合作。 维也纳莫杜尔大学与以下合作机构保持学习交流协议： 
- 亚洲：博阿齐奇大学（土耳其）、香港理工大学（香港特区）、泰勒大学（马来西亚）、澳门城市大学（澳门特区）。Modul大学是菲律宾教育技术公司AdmitAll的第一个国际合作伙伴。

- 欧洲：都柏林理工学院（爱尔兰）、NHTV布雷达应用科学大学（荷兰）、南丹麦大学（丹麦）、萨里大学（英国）、拉罗谢尔商学院 （法国）、拉蒙·卢尔大学（西班牙）、科隆商学院 （德国）、巴塞罗那大学（西班牙）、西伦敦大学（英国）、萨里大学（英国）、ISAG –欧洲商学院（葡萄牙）。

- 北美和南美：旧金山州立大学（美国）、坦普尔大学（美国）、弗吉尼亚理工大学（美国）、阿纳瓦克·玛雅布大学 （墨西哥）、中佛罗里达大学（美国）、佛罗里达大学（美国）、UIDE厄瓜多尔国际大学（厄瓜多尔）。

## 校园生活
维也纳莫杜尔大学位于卡伦山上，該山位于奥地利维也纳的第19区（德布灵）。卡伦山位于维也纳森林，是维也纳最受欢迎的一日遊目的地之一，可欣赏整个城市的风景。维也纳莫杜尔大学安排的学生住宿地點位于维也纳的第19和20区。许多学生住在维也纳的其他地区或他们的家乡城市和国家，并通勤到校园。可以通过Höhenstraße开车或搭乘公共汽车（38A号公共汽车） 到达卡伦山，部分路线是鹅卵石 。 

### 课外活动
维也纳莫杜尔大学创建了「MU Cares」跨文化证书计划，以鼓励学生通过根据MU核心价值观（包括知识、创造力、创新、个人诚信）认识到他们的课外工作和成就，来参与其社区建设和磨练其专业才能，并相互尊重。该大学为学生提供参与校园活动和校外活动的机会，并鼓励和支持学生寻找志愿工作。从维也纳莫杜尔大学毕业后，在五个跨文化技能单元中至少有四个表现出主动并获得进取心的学生，将获得一份跨文化证书作为其文凭的补充。饭店俱乐部、足球俱乐部、企业家俱乐部、电影俱乐部和MU合唱团等各种学生团体为学生的生活做出了贡献。

## 校友和MODUL职业平台
自2010年4月起，网络和职业服务平台Modul Career专门向维也纳模都尔大学和模都尔旅游学院的学生和校友开放。Modul Career为两家教育机构的学生和毕业生提供职业规划和职业发展服务。其目的是帮助学生找到实习机会，并支持他们的职业规划和发展。他们在旅游业和酒店业拥有国际合作伙伴，他们为模都尔学生提供实习机会，并每年协助200多名离开这两家机构的毕业生就业。 
模都尔校友网络由六千多名毕业生组成，目前他们在世界各地担任各种职位。该网络提供了职业和行业联系，并提供了交流知识和经验的机会以及每年的校友聚会活动。